# Jo Jurissen
Johanna Alida (Jo) Jurissen (Enschede, 25 november 1920 – Mijas-Costa, 13 januari 2009) was een Nederlands hockeyspeelster die bekend is geworden als doelvrouw en later vrouwencoach.
Jurissen speelde in haar actieve hockeycarrière tussen 1939 en 1968 67 interlands voor de Nederlandse hockeyploeg, waarvan 66 als doelvrouw en één als spits. Jurissen begon pas op 18-jarige leeftijd met hockeyen bij DKS in Enschede. Ze werd door een vriendin meegenomen, omdat het elftal een keepster nodig had. In 1942 promoveerde ze met DKS naar de eerste klasse. Na de Tweede Wereldoorlog verhuisde ze naar Amsterdam en speelde ze voor Pinoké en daarna voor BDHC in Bloemendaal, waarmee ze acht landstitels veroverde.
Na haar loopbaan als speelster was ze coach van het dameselftal. In 1971 was ze de coach/manager van het Nederlands team dat voor het eerst het wereldkampioenschap voor dames won, toen nog georganiseerd door de IFWHA. Later was ze betrokken bij de oprichting van hockeyclub "De Zwarte Tulpen" en lid van de 144, een genootschap van oud-sporters.